# Service aérien de l'Armée impériale japonaise
Le Service aérien de l'Armée impériale japonaise (大日本帝國陸軍航空本部, Dai-Nippon teikoku rikugun kōkū honbu) était, pendant la première moitié du XXe siècle et jusqu'en septembre 1945, le corps d'aviation de l'Armée impériale japonaise. Cette force ne constituait pas l'unique force aérienne du Japon puisque la Marine impériale japonaise possédait aussi sa propre aviation militaire (le Service aérien de la Marine impériale japonaise). L'aviation de l'Armée impériale servait à approvisionner les troupes ou à leur assurer un soutien tactique. Ce service est entre autres responsable du bombardement intensif des villes comme Nankin et Chongqing au cours de l'invasion de la Chine. Le prince Naruhiko Higashikuni en fut commandant en 1937.
Le Service aérien de la Marine impériale (Dai-Nippon Teikoku Kaigun Kôku Hombu) opérait quant à lui des bombardements stratégiques et assurait la défense de l'espace aérien national. Les combats aériens dans le Pacifique au cours de la Seconde Guerre mondiale ont été effectués pour la plupart par les hommes et les avions de ce service. Supprimé en 1945 après la défaite du Japon, une autre armée de l'air a été créée dans ce pays en 1954, la force aérienne d'autodéfense japonaise.

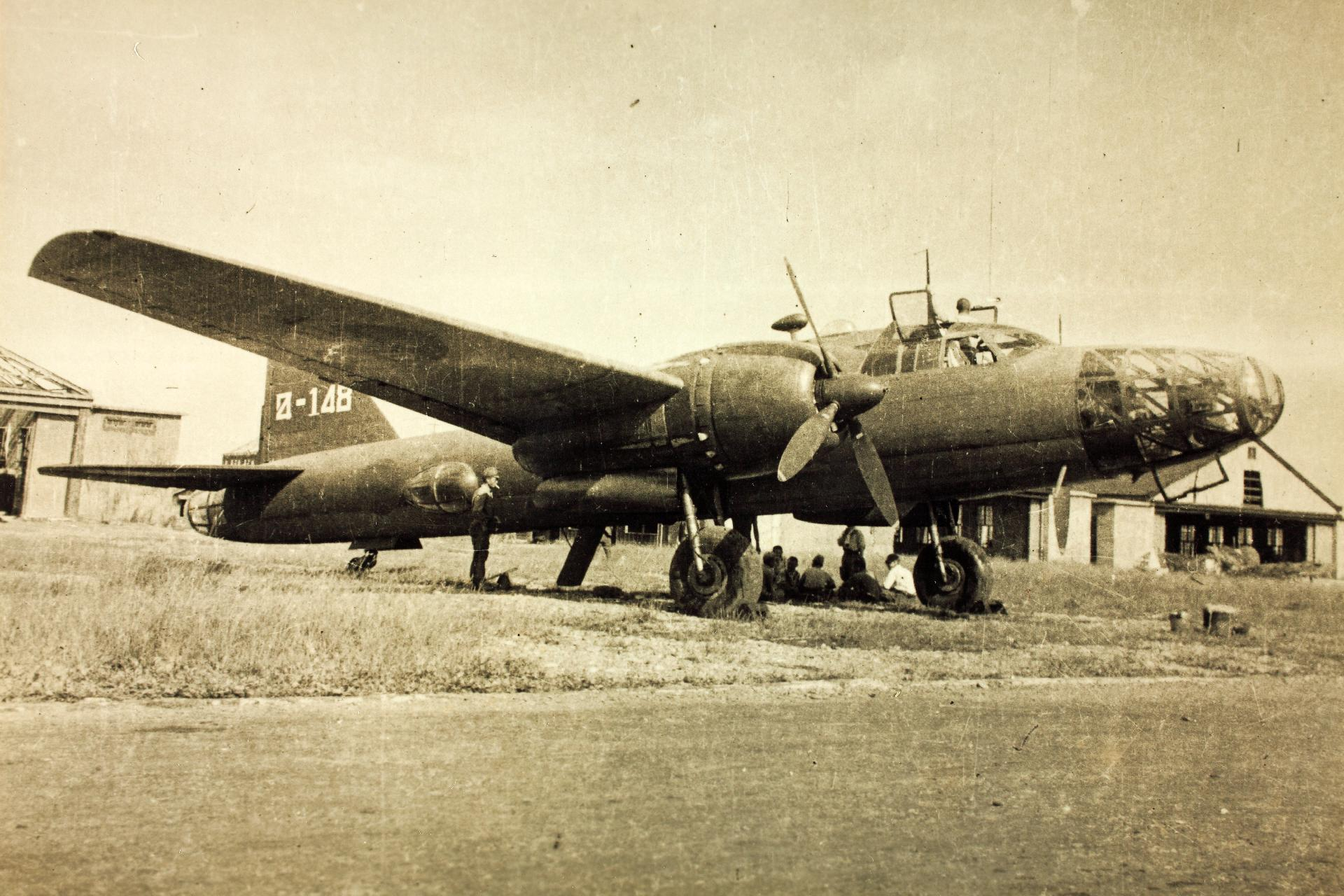
Le Hiryu, bombardier de type Mitsubishi Ki-67-2 de l'aviation japonaise.

## Historique

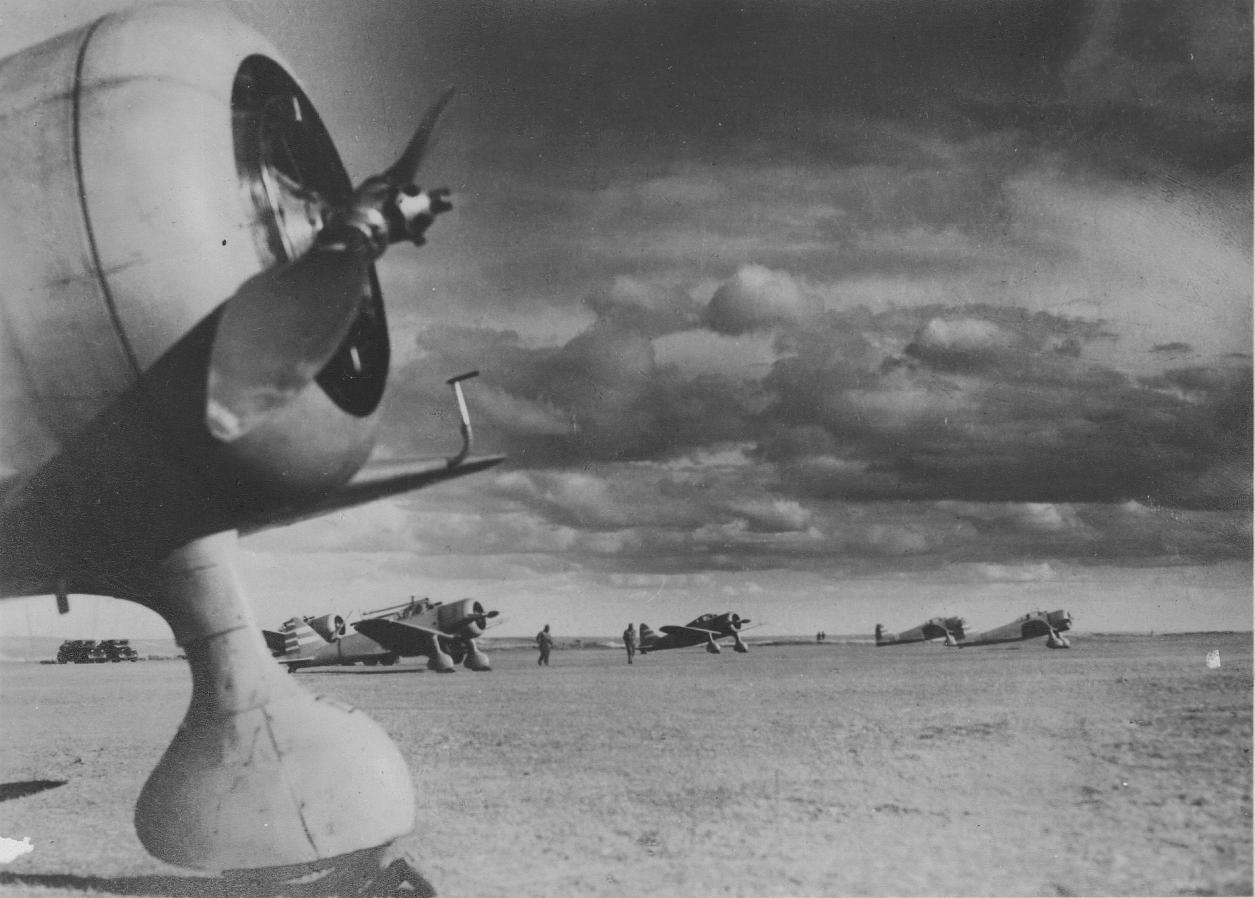
Des chasseurs japonais Nakajima Ki-27 durant la bataille de Khalkhin Gol, 1939.

Les premiers essais aériens eurent lieu lors de la guerre russo-japonaise de 1904 avec des ballons d'observation. Les militaires achetèrent en 1910 le premier aéroplane, un avion Farman et rattrapèrent leur retard après la Première Guerre mondiale en achetant des surplus militaires.
En 1920, lors de l'intervention en Sibérie, le Service aérien avait une chaine de commandement séparée depuis 1919. La première usine de fabrication d'avion était la Compagnie aéronautique Nakajima, en 1917. Elle construisait des Nieuport 24 et 29C1 sous licence ainsi que des moteurs Hispano-Suiza. Elle répondait à une commande de l'armée en avril 1919. Parmi la production, en 1921 il y eut des bombardiers Salmson 2 produits sous licence par Kawasaki Heavy Industries, l'un des premiers avions originaux fut le Kawasaki Type 88 mis en service en 1928.
Le biplan Ki-10 entré en service en 1935 a été déployé dans le Mandchoukouo (Mandchourie).
Le Ki-27 fut le principal chasseur de l'Armée Impériale juste avant la Seconde Guerre mondiale. Lors de son utilisation durant la Seconde Guerre Sino-Japonaise en mars 1938 au-dessus du nord de la Chine, le Ki-27 bénéficia d'une certaine supériorité aérienne jusqu'à l'introduction au sein des forces chinoises du rapide Polikarpov I-16.

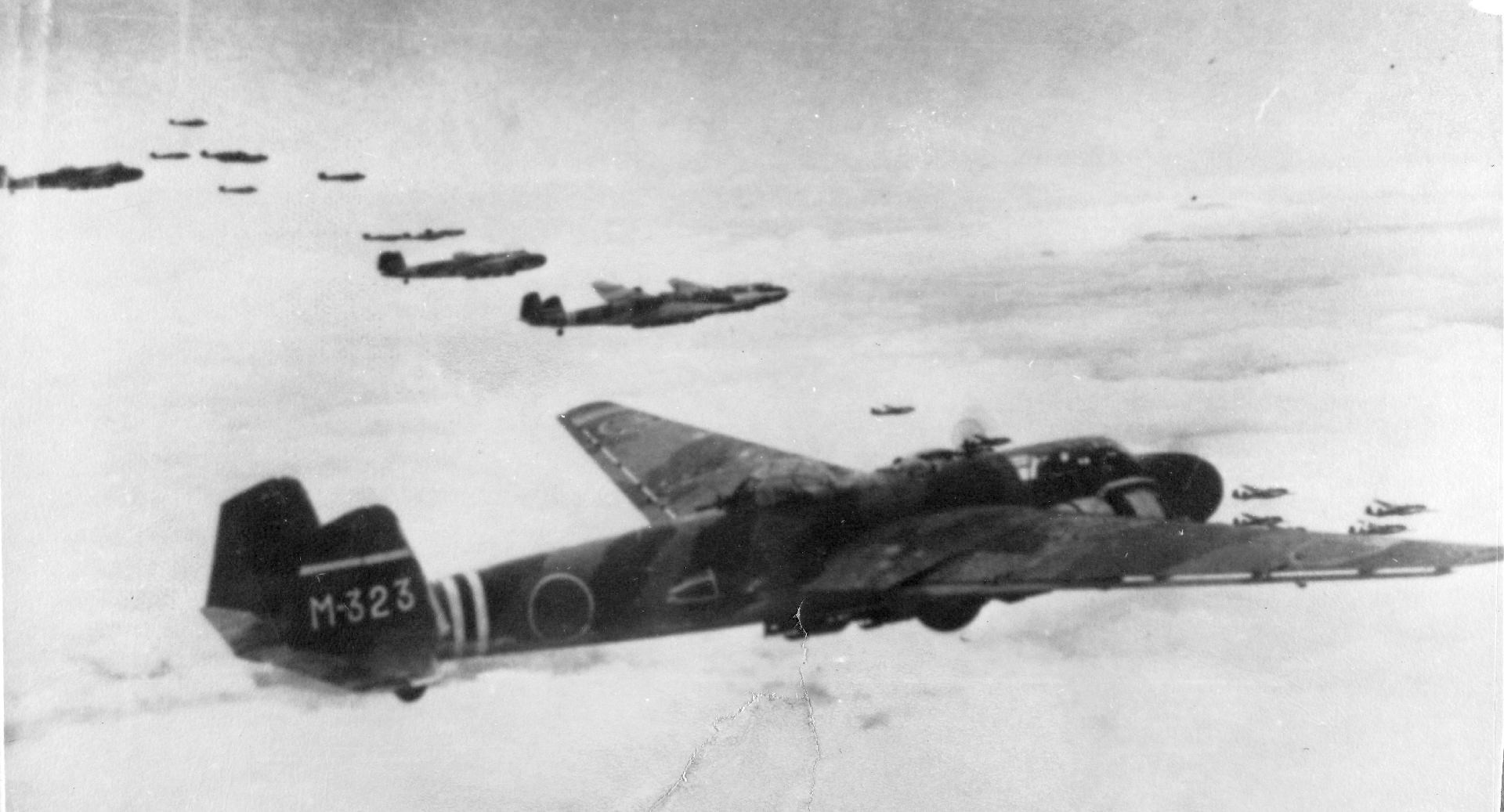
Mitsubishi G3M2

Le Mitsubishi G3M « Nell » fut le premier bombardier moderne japonais. Ils participèrent pour la première fois aux combats le 14 juillet 1937, dans le cadre du kōkūtai (groupe aérien) de Kanoya (île de Taïwan) de la marine japonaise, qui les utilisa pour des raids sur les villes chinoises de Hangzhou et de Guangde. Le lendemain, ce fut le tour du kōkūtai de Kisarazu qui a bombardé Nanjing et Shanghai à partir du Japon. En 1940, quatre kokutais basés en Chine mettaient en œuvre un total d'environ cent trente G3M2, et ce nombre était passé à deux cent quatre au moment de l'attaque de Pearl Harbor, avec le déploiement de forces nippones dans l'île de Wake, aux Philippines et aux îles Mariannes. Soixante « Nell » ayant décollé des bases indochinoises repérèrent les cuirassés HMS Prince of Wales et HMS Repulse, puis les coulèrent.

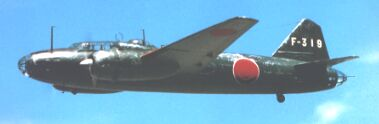
Mitsubishi G4M "Betty"

Le Mitsubishi G4M (ou « Avion d'assaut basé à terre Type 1 ») 一式陸上攻撃機, 一式陸攻 Isshiki rikujō kōgeki ki, Isshikirikkō, mis en service en juin 1941 fut le bombardier léger bimoteur le plus utilisé par l’aéronavale japonaise durant la Seconde Guerre mondiale. Les Alliés lui attribuèrent la désignation Betty.

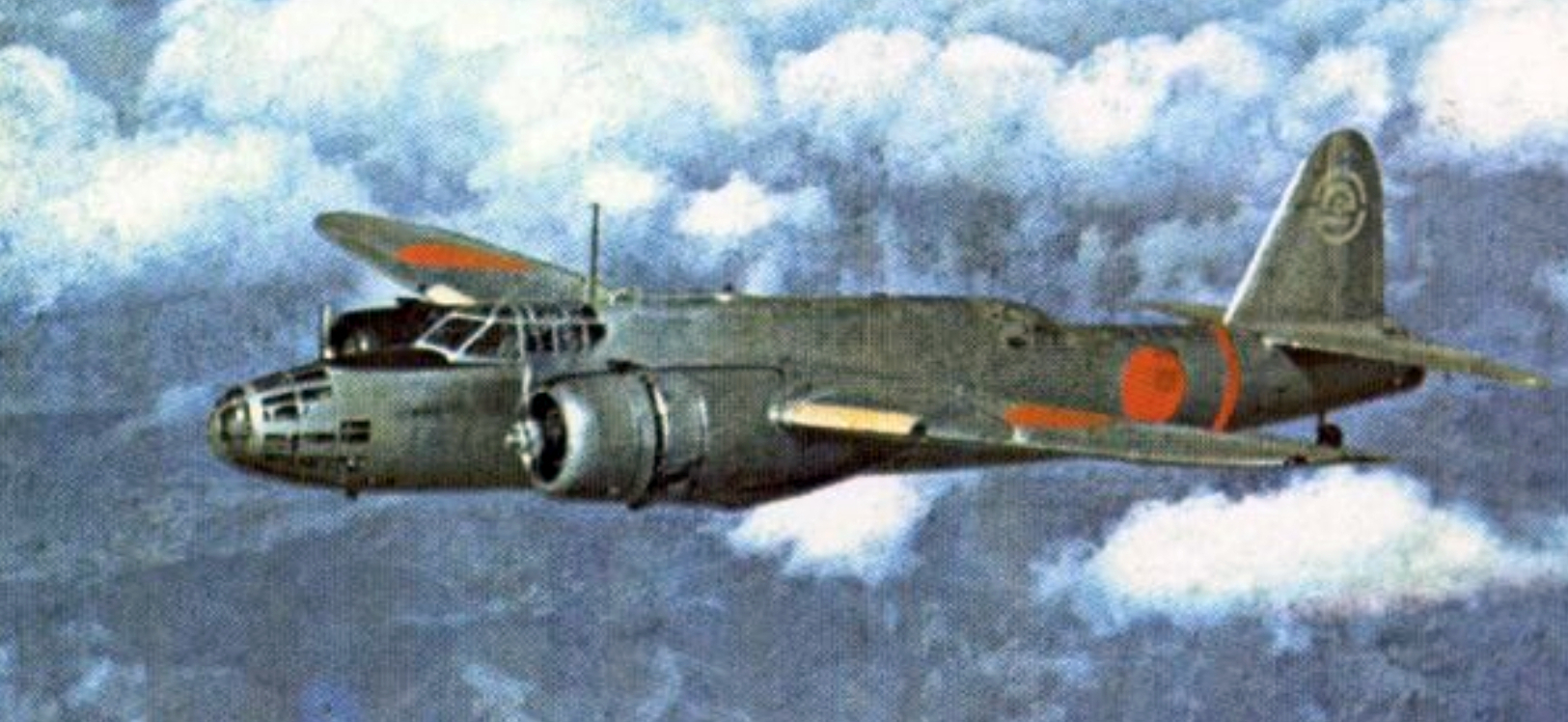
le bombardier lourd Nakajima Ki-49-i

Les premiers Nakajima Ki-49, nouveaux bombardiers lourds qui devaient être suffisamment rapides, puissants et bien armés pour se passer d'escorte de chasse, arrivèrent dans les unités en août 1941.
En 1941, le Service aérien était équipé de 1 500 avions de combat.
Le Nakajima Ki-43 Hayabusa ou chasseur type 1 (一式戦闘機 (isshiki sentō ki)) ou encore nommé Oscar par les occidentaux succède au Ki-27 en 1942 durant la Seconde Guerre mondiale. Cousin du célèbre Zéro de la marine, il fut conçu à la même période selon la même philosophie et utilisait les mêmes équipements : moteur, armes, etc.
Le Kawasaki Ki-61 Hien (Hirondelle), ou chasseur de type 3, mis en service en 1943 pour l'armée impériale, fut un chasseur qui constitua avec le Ki-43 l'épine dorsale de la chasse de l'armée impériale japonaise jusqu'à la mise en service en avril 1944 de l'excellent Ki-84 Hayate ou Chasseur monoplace Type 4. Le Ki-61 fut l'appareil le plus engagé en nombre contre les raids diurnes des B-29 jusqu'à la fin de la guerre.

## Organisation

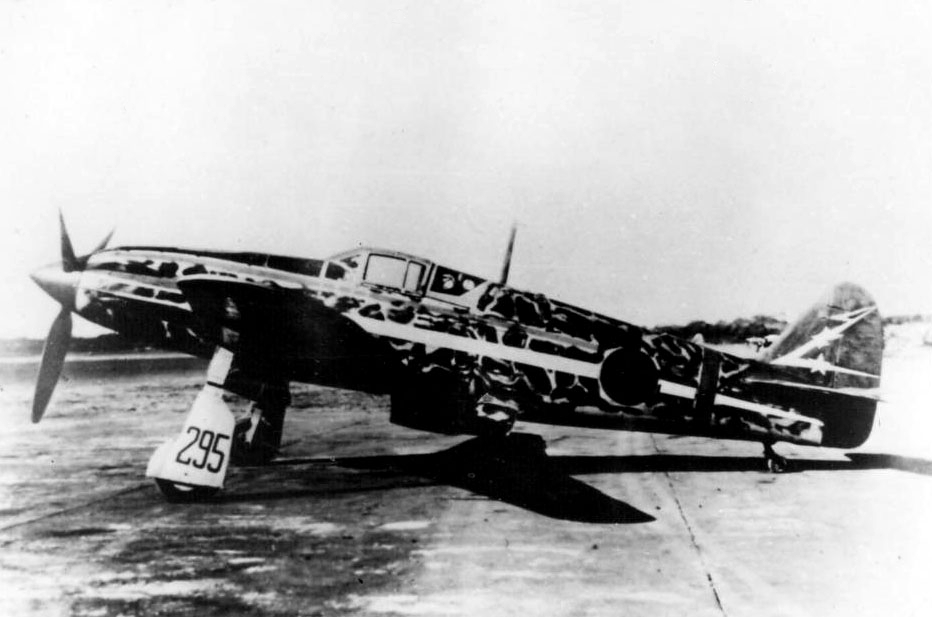
Un Kawasaki Ki-61 Hien du de la protection de la région de Tokyo en 1945.

Le Service aérien de l'Armée impériale était divisé en 5 armées de l'air, koku-gun, chacune étant s'occupant d'une région en particulier. Ces 5 armées étaient :
- 1 - Principale armée de l'air : QG Tokyo, constituée par l'armée de défense du Japon, l'armée de Formose, et l'armée Chosen (gérant la Corée)
- 2 - Armée de l'air de la Mandchourie: QG Hsinking
- 3 - Armée de l'air du Sud : QG Singapour
- 4 - Armée de l'air de Nouvelle-Guinée, créée en 1943 : QG Rabaul et Wewak
- 5 - Armée de l'air de Chine, formée en 1944, QG : Nankin

Chaque armée de l'air contient au moins deux divisions (hiko-shidan). Chaque division contient 3 sections (shotai).
Les armées de l'air comptaient aussi des unités spéciales d'attaque (Shimbu-tai), où l'on trouvait les fameux kamikazes.

## Forces
En 1940, le Service aérien de l'Armée impériale était constitué de :
- 33 000 personnes
- Plus de 1 600 avions organisés en 86 compagnies
  - 36 compagnies de chasseurs
  - 28 compagnies de bombardiers légers
  - 22 compagnies de bombardiers moyens

Ses effectifs lors des actes de capitulation du Japon furent établis à 262 000 militaires sur un total de 5 525 000 membres de l'Armée impériale.

## Uniformes
En tant que membres de l'Armée impériale japonaise, les soldats de ce corps militaire portent les uniformes standards de cette armée. Seuls le personnel volant et les personnes s'occupant de la maintenance des avions portent l'uniforme bleu ciel avec les bandes.

## Le système Kitai
Le Service aérien de l'Armée impériale utilisait le système Kitai pour donner des chiffres à ses avions. On abrégeait Kitai ('appareil') en Ki et on ajoutait un nombre derrière, d'autres nombres pouvaient être ajoutés pour indiquer une amélioration (version). Exemple : Mitsubishi Ki-1-11. Ce système est différent de celui qui était utilisé en Europe, en effet on y utilisait un système fondé sur le type de l'avion.

## Attaques bactériologiques
En 1940, pendant la Seconde guerre sino-japonaise, le Service aérien de l'Armée impériale japonaise bombarda la ville de Ningbo avec des bombes en céramique contenant des puces porteuses de la peste. Selon Daniel Barenblatt, les princes Takahito Mikasa et Tsuneyoshi Takeda assistèrent à une projection spéciale donnée par Shiro Ishii d'un film montrant ces bombardements.